# Fort pomocniczy piechoty 42 „Wróżna Góra”
Bateria 42 (nazwa „Wróżna Góra” nie jest potwierdzona źródłowo) powstała w roku 1885. Znajdowała się po południowej stronie traktu śląskiego (dzisiejszej drogi wylotowej na Katowice, obecnie w lasku przed skrzyżowaniem z prowadzącą do Rząski ul. Krakowską), na zapolu fortu 43 „Pasternik”.
Główny azymut ognia był skierowany niemal dokładnie na południe. Bateria broniła ogniem flankowym podejść do położonego na południe od niej fortu 41 „Bronowice Małe”. Sklasyfikowana jako bateria prowizoryczna (provisorisches Werk), była w istocie obiektem polowym. Była typową baterią artyleryjską, jakich w twierdzy powstało kilka (np. 40a i 40b) i nigdy nie była przeznaczona dla piechoty –  tym bardziej – nie była fortem piechoty (ani w ogóle fortem). Była dziełem o prostej formie. W pierwotnej wersji nie posiadała w ogóle budowli kubaturowych ani przeszkód (nie miała fosy). Składała się jedynie z niewysokiego, szerokiego ziemnego wału o narysie przypominającym nieco spłaszczony rogalik (proste czoło z wysuniętą częścią centralną, założoną na planie litery C; barki słabo wyodrębnione, w postaci krótkich odcinków wału o łukowym narysie; szyja całkowicie otwarta), z dodatkowym wąskim przedpiersiem nadsypanym na parapecie. Miała cztery stanowiska ogniowe dla dział, w postaci lekko nadsypanych i spoziomowanych ław działowych – podwójnej w środkowej części dzieła i dwóch pojedynczych na obu skrzydłach. Wał i ławy działowe stanowiły całe urządzenie baterii. Była niewielkim obiektem – rozpiętość rzutu wynosiła około 36 metrów. Uzbrojenie pierwotne nie jest znane, choć jej lokalizacja i wynikająca stąd funkcja wskazują, że była przeznaczona dla armat (zapewne z systemu M. 61, M. 63 lub M. 75).
Przedpole baterii obejmował teren wojskowego poligonu (dosłownie – placu ćwiczeń bojowych, niem. Gefechtsübungsplatz) Pasternik. Prowadzono tam m.in. ćwiczenia z budowy fortyfikacji polowych (zachowały się liczne relikty okopów).
W roku 1904 zmieniono oznaczenie baterii, z numeru 42 na B4 Pasternik.
W sierpniu 1912 roku zaplanowano gruntowną przebudowę baterii, przewidzianą do zrealizowania w ramach doprowadzania twierdzy do stanu gotowości bojowej; prace te najprawdopodobniej zrealizowano faktycznie w sierpniu–wrześniu roku 1914. Bateria otrzymała wówczas układ rozproszony, nadal z czterema stanowiskami ogniowymi (działobitniami), z których teraz jednak tylko dwie mieściły się w dotychczasowym układzie wałów, a dwie pozostałe ulokowano poza dotychczasowym narysem baterii, na lewo od niej. Otrzymały one postać stosunkowo płytkich wykopów o narysie zbliżonym do kwadratu, mieszczących działo wraz z obsługą. Od strony zapola były wyposażone w pochylnie, umożliwiające swobodne wprowadzenie armat. Po obu stronach każdej działobitni zbudowano niewielkie drewniano-ziemne schrony, w formie tzw. nisz przedpiersiowych – wykopanych w ścianach rowu łączącego poszczególne działobitnie.
Rów dowiązano do lewego skrzydła wału w starej części baterii. Po dwa schrony otrzymały również działobitnie funkcjonujące nadal w obrębie wałów. Poza tym, otrzymała ona także dwa niewielkie, drewniano-ziemne schrony na amunicję, również skomunikowane rowami łączącymi, odsunięte od działobitni w bok i w tył, oraz osobne stanowisko dla oficera kierującego ogniem (Feuerleitender), ulokowane w tyle za wałem starszej części baterii. Całość uzupełniało stanowisko obserwacyjne, w formie platformy ulokowanej na pobliskim drzewie, oraz duży schron pogotowia dla obsługi, ulokowany już po północnej stronie szosy śląskiej, rozwiązany jako wykopowy z nasypem ziemnym na stropie i zapewne z umieszczonym w jego grubości kamiennym materacem detonacyjnym ustawionym prostopadle do toru nadlatujących pocisków (rozwiązanie typowe dla ówczesnej austro-węgierskiej fortyfikacji polowej). Uzbrojenie zmodernizowanej baterii miały stanowić 4 stare armaty 9 cm, wzoru M. 75/96. Zadanie pozostało bez mian – obrona bocznym ogniem podejść do fortów „Bronowice Małe” i „Mydlniki” (zbudowany w latach 1895–1897).
W roku 1914 bateria była doprowadzona do stanu gotowości bojowej. Nie była wykorzystywana w walkach, zarówno podczas I, jak i II wojny światowej. W latach powojennych została splantowana, do dziś zachowały się jedynie nikłe ślady dzieła, trudno uchwytne w terenie. Nakładają się na nie nowsze fortyfikacje polowe, powstałe w ramach ćwiczeń oddziałów LWP w okresie po II wojnie światowej.